# Thomas Jay Ryan
Thomas Jay Ryan est un acteur américain, né le 1er août 1962 à Pittsburgh en Pennsylvanie.

## Filmographie

### Cinéma
- 1997 : Henry Fool : Henry Fool
- 1998 : The Book of Life : Satan
- 2000 : La Légende de Bagger Vance : Spec Hammond
- 2001 : Dischord : Jimmy
- 2001 : Home Sweet Hoboken
- 2002 : Teknolust : un prédicateur
- 2002 : Noon Blue Apples : Zeus
- 2002 : The Cloud of Unknowing
- 2004 : Eternal Sunshine of the Spotless Mind : Frank
- 2005 : The Dying Gaul
- 2005 : The Pigs : Larry Wemuth
- 2006 : Fay Grim : Henry Fool
- 2007 : The Attic : Dr Perry
- 2008 : Dream Boy : Harland Davies
- 2008 : South of Heaven : Hood 2
- 2009 : My Sweet Misery : le psychologue
- 2014 : My America
- 2014 : Ned Rifle : Henry Fool
- 2014 : Sabbatical : Dan Keaton
- 2015 : The Missing Girl : Stan Colvins
- 2016 : Burn Country : Dmitri Sokurov
- 2016 : My Entire High School Sinking Into the Sea (en) : Principal Grimm

### Télévision
- 1998 : Degas and the Dancer : Edgar Degas
- 1999 : Mary Cassatt: An American Impressionist : Edgar Degas
- 2013 : Elementary : Ken Whitman (1 épisode)
- 2014 : Nurse Jackie (1 épisode)
- 2016 : The Good Wife : Ed Janoway (1 épisode)
- 2017 : Blue Bloods : Juge Carter Metcalf (1 épisode)